# テレビ静岡
1. 「テレしず通り」の看板

株式会社テレビ静岡（テレビしずおか、Shizuoka Telecasting Co., Ltd.）は、静岡県を放送対象地域としたテレビジョン放送事業を行っている、特定地上基幹放送事業者である。
略称は計画当初の社名「静岡ユー・エッチ・エフテレビ株式会社」からSUT（Shizuoka UHF Television）であるがほとんど使用されておらず、現在は愛称の『テレしず』が主に使用される。フジテレビジョン（FNN・FNS）系列局である。

## 概要

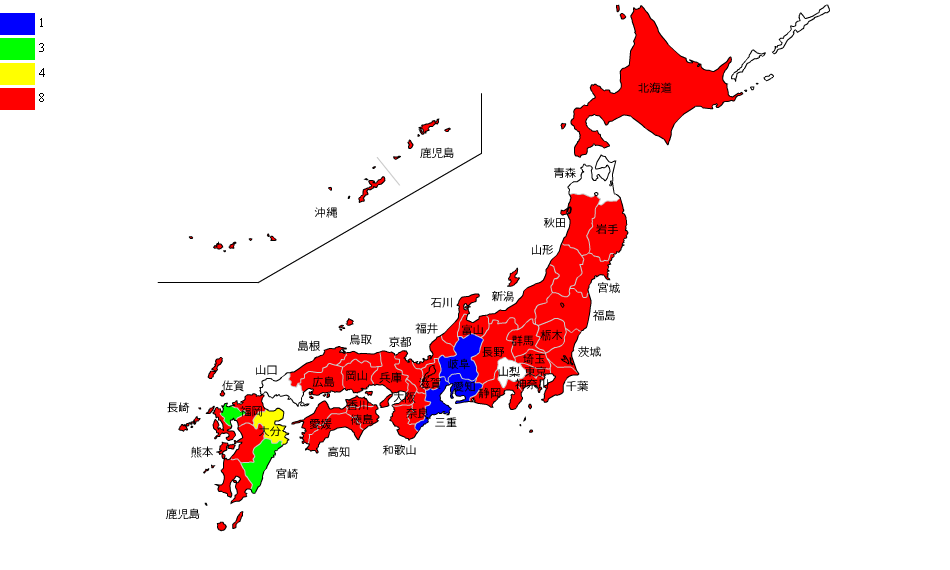
フジテレビ系列のリモコンキーID地図

キー局であるフジテレビと産業経済新聞社（産経新聞社）などを統括するフジ・メディア・ホールディングスのほか、静岡鉄道や中日新聞社とも関係が深い。フジテレビ系列の中部地方に於ける基幹局で、静岡県の民放テレビ・ラジオ5社の中では唯一のネットワーク基幹局である。
コールサインはJOQH-DTV。リモコンキーIDは「8」で、静岡親局の物理チャンネルは準キー局の関西テレビと同じ17ch（空中線電力 1kW / ERP 6.9kW）。アナログ放送は静岡親局にJOQH-TV、浜松中継局にはJORH-TVが割り当てられていた。
本社所在地は、静岡市駿河区栗原18-65。
2002年（平成14年）に導入した「テレしず」（テレビ静岡→テレ静）という愛称を使うことが増えている。2018年（平成30年）4月1日から、新聞のテレビ番組欄やテレビ情報誌などでも「テレしず」と表示している。ただしその愛称は静岡県内向けであり、他県ではほとんど使用していないことから、現在でも「テレビ静岡」と表記しており、「テレしず」とは表示されない。同じ理由で「テレしず」ロゴと「テレビ静岡」ロゴはいずれも存在しており、FNNプライムオンラインやYahoo!ニュース（Yahoo! JAPAN）においては後者のロゴが使われている。
キャッチコピーは「ハイ!し〜ず テレしず」。
2009年（平成21年）6月、同社代表取締役社長として、元フジ・メディア・ホールディングスおよびフジテレビ取締役で、静岡市清水区（旧清水市）出身の小林豊が就任した。小林は1980年代に『オレたちひょうきん族』や『笑っていいとも!』でディレクターを務め、「ブッチャー小林」の愛称で知られる。
なお、2019年（令和元年）6月27日付で同社代表取締役社長に若松誠（元フジテレビ常務）が就任。小林は同日付で同社取締役相談役となった。
1990年代半ばに所有していたメディアシティ静岡の百人劇場に、銀座7丁目劇場のメンバーが「吉本・伝馬町劇場」として出張出演して以来（『くさデカ』の平畠啓史はその当時からの生き残りである）、自社制作のローカル番組では、吉本興業所属のタレントがレギュラー出演する番組が在静局で最も多い。

## キャラクター

### 現在
- テレシーズ（男の子）（2003年（平成15年） - ）
- しずティ（女の子）（2005年（平成17年） - ）
- にゃんぱち（ペットの猫）（2005年（平成17年） - ）

テレシーズの両親のキャラクターもいるが、名前は付いていない。
テレシーズのおじいさんのキャラクターもいるが、名前は付いておらず、既に亡くなっている。テレシーズの家にはおじいちゃんの写真が飾ってある。

## 資本構成
企業・団体は当時の名称。出典：

### 2021年3月31日
| 資本金 | 発行済株式総数 | 株主数 |
| ------ | -------------- | ------ |
| 3億円  | 600,000株      | 25     |

| 株主                             | 株式数    | 比率   |
| -------------------------------- | --------- | ------ |
| フジ・メディア・ホールディングス | 126,000株 | 21.00% |
| 静岡鉄道                         | 86,000株  | 14.33% |
| スズキ                           | 49,000株  | 08.16% |
| 静岡保険総合サービス             | 37,000株  | 06.16% |
| 中日新聞社                       | 32,500株  | 05.41% |
| 静岡銀行                         | 30,000株  | 05.00% |
| スルガ銀行                       | 30,000株  | 05.00% |
| 遠州鉄道                         | 30,000株  | 05.00% |
| 東海放送会館                     | 21,000株  | 03.50% |
| テレビ静岡役員持ち株会           | 18,500株  | 03.08% |

## 沿革
- 1967年（昭和42年）11月1日 - 予備免許取得[注 2]。
- 1968年（昭和43年）
  - 2月13日 - 「静岡ユー・エッチ・エフテレビ株式会社」設立。
  - 10月9日 - 初の試験電波を、日本平送信所より発射。
  - 10月30日 - 社名を「株式会社テレビ静岡」に変更。
  - 11月1日 - アナログ放送のサービス放送を開始（カラー放送も同時に開始）[12]。本社演奏所の当時の地番は「静岡市栗原198番地」。
  - 12月24日 - 開局。アナログ放送の本放送を開始[13][14]。
- 1969年（昭和44年）10月1日 - FNS発足と同時に加盟。
- 1973年（昭和48年） - 開局5周年。記念テーマソング「いのちは星より重いんだ」を制作。
  - 10月 - 本社スタジオ完成[15]。
- 1978年（昭和53年） - 開局10周年。記念テーマソング「ごてんばあさん」を制作。
  - 9月20日 - アナログ浜松中継局が浜松市富塚町から浜松市大平台に移転[16]。
- 1979年（昭和54年）
  - 4月 - 現在も放送されている「テレビ寺子屋」放送開始（ローカルワイド番組のコーナーとしては前年から放送）。
  - 5月17日 - CMバンクシステム運用開始[17]。
- 1980年（昭和55年）8月16日 - 静岡駅前地下街爆発事故取材中、大規模な二次爆発が発生、記者とカメラマンが被災。その瞬間の映像はFNNを通じて全国に配信。
- 1982年（昭和57年）8月 - 報道取材ヘリコプター導入。名称を一般公募し「レインボー」と命名[15]。
- 1983年（昭和58年）
  - アナログ・テレビの音声多重放送を開始[注 3]。
  - 開局15周年。記念テーマソング「ロマンチックシティ」を制作。
- 1984年（昭和59年） - 12月、本社事務棟の隣に新館を増築。新しい主調整室や新設の報道スタジオが入る。
- 1985年（昭和60年）
  - 2月21日 - 旧主調整室から切り替わった新主調整室が稼働。
  - 2月24日 - 報道スタジオが稼働[注 4]。
- 1993年（平成5年） - Jリーグ清水エスパルスの筆頭株主となる（1997年（平成9年）10月まで）。
- 1994年（平成6年） - 静岡市葵区伝馬町に「メディアシティビル」を建設（2002年、メガネトップに売却）。
- 2002年（平成14年） - 愛称に「テレしず」が加わる。
- 2003年（平成15年） - 社名ロゴ変更（4代目・メガ丸-E書体）[18]、新キャラクター「テレシーズ」登場（シンボルマークとしても使用）。
- 2005年（平成17年）
  - 3月25日 - 地上デジタル放送の試験放送を開始。
  - 10月3日 - 地上デジタル放送のサービス放送を開始。
  - 11月1日 - 地上デジタル放送（JOQH-DTV）の本放送を開始（静岡朝日テレビ（SATV）、静岡第一テレビ（SDT）も同日開始）。
- 2006年（平成18年）
  - 3月6日 - ワンセグの試験電波を初めて発射。
  - 3月9日 - ワンセグ放送のサービス放送を開始。
  - 4月1日 - ワンセグ放送の本放送を開始。
- 2009年（平成21年）6月 - 代表取締役社長に、元フジ・メディア・ホールディングスおよびフジテレビ取締役の小林豊が就任する。
- 2010年（平成22年）10月4日 - アナログ放送の終了告知テロップの常時表示を開始（静岡県内2局目）。
- 2011年（平成23年）7月24日 - アナログ放送を終了。浜松放送局のコールサイン「JORH-TV」も同日付で廃止。
- 2017年（平成29年）
  - 3月26日 - 静岡市議会議員選挙に関する特別番組をインターネットで配信。
  - 10月2日 - 現社屋西側に建設した新社屋へ移転。
  - 10月16日 - 新社屋内の新マスターが稼働[19]。
- 2018年（平成30年）
  - 5月 - 旧社屋の大半を解体し、イベント広場や駐車場を整備、新社屋としてグランドオープン。
  - 11月10日 - この日から、全盲の姉と重度障がいの弟の20年間の心の記録を綴った開局50周年記念ドキュメンタリー映画『イーちゃんの白い杖』を、静岡県下3か所のシネマコンプレックスにて、2週間の期間限定上映を行う。その後、中部地区は12月7日、東部地区は11月29日まで上映期間を延長した[20]。
- 2019年（平成31年／令和元年）
  - 6月27日 - 代表取締役社長に若松誠（元フジテレビ常務）が就任。前社長となる小林は取締役相談役に就任。
  - 10月12日・13日 - この両日、本社社屋とその周辺で開催を予定していた『テレしず祭り2019』が、狩野川台風の再来とされる令和元年東日本台風（台風19号）の接近に伴い、悪天候が予想されることから、来場者・出演者の安全を第一に考えて、両日とも開催中止となる。また、12日に予定していた特別番組については、内容を変更して第1部（10:25 - 10:55）のみ放送し、第2部（12:00 - 15:00）は雨傘番組に差し替えた[21]。
- 2023年（令和5年） 11月7日 - 民放連はこの日、2023年の日本民間放送連盟賞のテレビグランプリに、自局制作の「テレビ静岡55周年記念『イーちゃんの白い杖』特別編が受賞したと発表した[22]。これを記念して、同作を2023年12月2日午後１時と、2024年1月30日午後7時（ネット局の大半は、この時間『突然ですが占ってもいいですか?』2時間スペシャルを放送）より放送。
- 2024年（令和6年）
  - 5月10日 - この日から、前述の『イーちゃんの白い杖 特別編』の劇場公開を開始[注 5]。

1968年 - 2003年まで使用された初代ロゴ
2003年から使用された2代目ロゴ

## ネットワークの移り変わり
- 1968年（昭和43年）11月1日 - 開局前のサービス放送開始。産経新聞社・中日新聞社の出資により設立されたため、ニュース系列はFNNフルネットと定める。番組は日本テレビ系列・フジテレビ系列・NETテレビ系列を組み合わせた編成とする。
- 1969年（昭和44年）10月1日 - この日発足したFNSに加盟。静岡放送（SBS）から、開局時に移行されなかったフジテレビ系列の番組が移行される。
- 1972年（昭和47年）4月1日 - 静岡放送に一部残っていた、フジテレビ系列の番組が移行。
- 1975年（昭和50年）3月31日 - 毎日放送（MBS）と朝日放送（ABC）のネットチェンジ（いわゆる腸捻転の解消）により、毎日放送の番組が静岡放送に移行し、入れ替わりに朝日放送の番組の一部が放送されるようになる。
- 1978年（昭和53年）7月1日 - 静岡けんみんテレビ（〈SKT〉、現：静岡朝日テレビ〈SATV））の開局により、日本テレビ系列の番組の大半とテレビ朝日系列の番組が消える。
- 1979年（昭和54年）7月1日 - 静岡第一テレビ（SDT）の開局により、残っていた日本テレビ系列の番組が同局へ移行し、この日をもってフジテレビ系列のフルネット局となる。

## 本社・支社
本社
- 静岡市駿河区栗原18-65

東京支社
- 東京都中央区銀座6丁目14-5 銀座TSサンケイビル

大阪支社
- 大阪市北区梅田2丁目4-9 ブリーゼタワー

名古屋支社
- 名古屋市東区東桜1丁目14-25 テレピア

浜松支社
- 浜松市中央区常盤町145-1

沼津支社
- 沼津市大手町2丁目4-1

## チャンネル

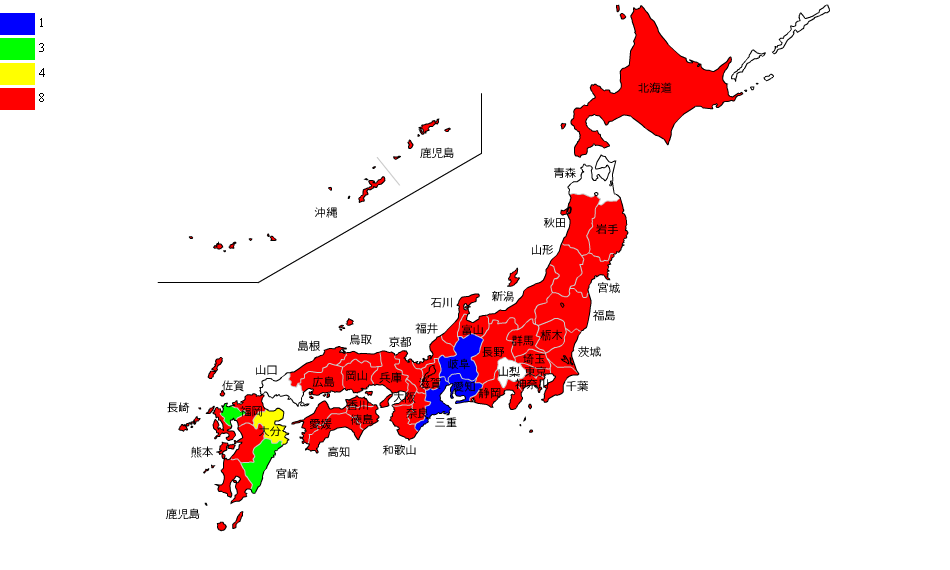
フジテレビ系列のリモコンキーID地図

### デジタル放送
- 送信所：静岡 物理チャンネル17ch
- コールサイン：JOQH-DTV
- リモコンキーID：8
- 3桁：081、082、088（臨時用）、681（ワンセグ用）。

### 中継局
中部（静岡市、志太・榛原）
玉川 22ch
清沢 22ch
井川 22ch
静岡大原 26ch
藤枝 22ch
藤枝葉梨 32ch
藤枝堀之内 32ch
藤枝岡部 32ch（垂直偏波）
島田 17ch
島田伊太 38ch
島田川根 41ch
中川根 35ch
本川根 43ch
中川根徳山 26ch
相良 45ch（垂直偏波）
西部（中東遠、浜松市・湖西市）
浜松 22ch
三ヶ日 38ch
佐久間 22ch
東佐久間 52ch
天竜横山 17ch
天竜船明 17ch
水窪 31ch
秋葉 17ch
春野 38ch
南春野 49ch
龍山 31ch
湖西 34ch
森 17ch
掛川家代 35ch
小笠 22ch
袋井 38ch
三ヶ日都筑 42ch
東部（駿東・富士・三島・沼津）
富士宮 22ch
富士川 38ch
芝川柚野 38ch（垂直偏波）
芝川内房 38ch
白糸 38ch（垂直偏波）
十里木 38ch
御殿場 17ch
小山須走 52ch
三島 22ch
伊豆（田方・熱海・伊東・賀茂）
伊豆長岡 17ch
修善寺 38ch
湯ヶ島矢熊 35ch
湯ヶ島大滝 34ch
中伊豆 41ch（垂直偏波）
中伊豆地蔵堂 47ch（垂直偏波）
中伊豆姫之湯 38ch（垂直偏波）
熱海 17ch
熱海網代 48ch
伊東宇佐美 48ch（垂直偏波）
伊東小室山 48ch
東伊豆 31ch
河津 17ch
下田 17ch
下田稲梓 17ch
下賀茂 37ch
伊豆東海岸 17ch 域外中継局として東京都大島町に設置

### （参考）アナログ放送のチャンネル
2011年7月24日終了時点
静岡市
静岡 JOQH-TV 35ch
静岡賤機 44ch
静岡瀬名 52ch
静岡麻機 57ch
静岡羽鳥 58ch（垂直偏波）
玉川 58ch
清沢 39ch
井川 57ch
静岡大原 57ch
静岡籠上 43ch
静岡丸子 59ch（垂直偏波）
清水興津 44ch
志太・榛原
焼津 39ch
藤枝 38ch
藤枝堀之内 60ch
藤枝葉梨 55ch
岡部 60ch（垂直偏波）
島田 58ch
島田伊太 39ch
島田川根 57ch
中川根 44ch
中川根徳山 44ch
本川根 56ch
相良 45ch
中東遠
御前崎浜岡 44ch
小笠 55ch
掛川桜木 45ch
磐田見付 43ch
森 38ch
浜松市・西遠
浜松 JORH-TV 34ch
三ヶ日 43ch
佐久間 32ch
東佐久間 41ch
天竜 42ch
天竜横山 56ch
天竜船明 43ch
浜松阿蔵 61ch
水窪 40ch
秋葉 61ch
春野 43ch
南春野 35ch
龍山 38ch
駿東・富士
富士宮 39ch
富士川 60ch
芝川柚野 59ch（垂直偏波）
芝川内房 48ch
白糸 37ch（垂直偏波）
御殿場 37ch
三島 59ch
伊豆
伊豆長岡 56ch
修善寺 44ch
伊豆茅野 56ch
中伊豆 30ch（垂直偏波）
伊豆小土肥 45ch
熱海 43ch
東伊豆 37ch
河津 40ch
下田 43ch
下田稲梓 25ch・37ch
（37chはデジタル在京キー局混信対策）
下賀茂 43ch

## 主なテレビ番組
詳細は、公式サイトの 番組案内 あるいは 番組表 を参照。アニメ番組はテレビ静岡アニメ番組一覧も参照。

### 自社制作番組

#### 放送中の自社制作番組
- FNNテレビ静岡ニュース
  - 毎週日曜6時からの全国ニュースは産経・中日の両新聞社が出資、またニュース配信提供している関係上、季節編成で4月から6月および10月から12月は『産経新聞ニュース』、7月から9月および1月から3月は『中日新聞ニュース』と表示されている。番組名も『産経新聞ニュース』・『中日新聞ニュース』と表示。
- ただいま!テレビ（月曜 - 金曜 16:50 - 19:00）
  - 16:50開始と表記されているが実際は16:49.15開始
  - しずおか裏表さんぽ傑作選（深夜帯）
- オフ・トーク!（不定期 土曜 10:25 - 10:40）
- みんなで応援!パラスポ!!（月1 土曜 10:25 - 10:40）
- FNN Live News days（月曜 - 金曜 11:30 - 11:50〈ローカルは11:40頃〉、土曜・日曜 11:50 - 12:00〈ローカルは11:56頃〉）※前半部分はフジテレビから放送
- FNN Live News イット!（週末版）（土曜・日曜 17:30 - 18:00〈ローカルは17:48頃〉）※前半部分はフジテレビから放送
- サタしず（第3・4土曜17:00 - 17:30）
  - 『バービーのしずおかごはんがもっと食べたい!→オードリー春日のしずおかごはんが食べたい!→しずおかごはんが食べたい!』
    - 2023年度から「〇〇の〜」の冠を外しモグライダー・村上佳菜子・日向坂46らが月変わりで登場。

  - 『しずおかバカ売れの法則』
- くさデカ（土曜 18:30 - 19:00・再放送：金曜 0:50 - 1:20〈木曜深夜〉）
- 体操しまSHOW 〜教えて!元気の秘密〜（日曜 14:54 - 15:00）
- おは・スポ!サンデー（日曜 6:15 - 6:30）
- Jリーグ中継（原則として清水エスパルス戦）
  - 当初は清水エスパルスの筆頭株主であった。現在でも清水戦の中継、清水関連番組が多い。ただし、ヴァンフォーレ甲府との試合などでは山梨放送撮影の映像を使用することがある。
  - なお現在もスカパー!・スカパー!e2→DAZN用のJリーグ中継清水、藤枝MYFC（2014年より）ホームゲームを関連会社「冨士テレネット」により制作している。以前は実況を主にフリーアナウンサーが務め、テレビ静岡のアナウンサーの出演は僅少であったが、現在は多くの試合を担当するようになっている。
  - 毎年12月にサッカーに関するドキュメント番組が同局の制作で全国FNS系列に放送されている。
    - 2006年からは風間八宏をナビゲーターに『日本サッカー再生計画』という番組を制作、2008年の放送では風間宏希（八宏の長男）、高木俊幸（高木豊長男）がセビージャFCのユースに短期留学する様子を放送した。それ以前はセルジオ越後をナビゲーターに欧州や南米などのサッカー事情を紹介する番組を制作していた。
    - 2021年以後（2023年除く）は「激論!サッカー2050」と題し、俳優の加藤浩次を司会にサッカーに造詣の深い有識者（同年[23]は、野々村芳和<Jリーグチェアマン>、大久保嘉人<サッカー解説者>、ROLAND<ホスト>、宮田裕章<慶応義塾大学教授>。2024年は小野伸二、松井大輔、槙野智章（以上3氏サッカー解説者）と、ROLAND）を交えて座談会を行っている。
    - 2023年は「森保一と世界一へ」と題し、加藤浩次を司会に森保一日本代表監督との対談を放送した。
- エスパルスのオフ・トーク!（不定期土曜 10:25 - 10:40）
- #サカろう サッカー日本代表世界一へ徹底討論（火曜 0:45 - 1:00〈月曜深夜〉）[24]
- テレビ寺子屋（日曜 6:30 - 7:00・再放送：水曜 1:15 - 1:45〈火曜深夜〉）
- 感動地球スペシャル（旧・テレビ寺子屋地球スペシャル） - ドキュメンタリー特番。※FNS系全国ネット
- ドレみ〜る（番宣番組、月曜 - 金曜の「ただいま!テレビ」の1コーナーとして放送のほか6分枠のミニ番組として）[注 6][注 7]
- チョッと!いいタイム（月曜 - 金曜 11:24 - 11:30、土曜 11:45 - 11:50）
- いけつけ!しずおかごはん/しずおかごはんが食べたい!（月曜 22:54 - 23:00）
- かにぱんお姉さんのかにあるき（第1・3 火曜 22:54 - 23:00）
- ウレセン（木曜 22:54 - 23:00）
- LOCO! エスパルス（月1回 不定期放送）
- 爆笑問題の深海WANTED（年1回放送）
- アニマルリスペクトTV 動物さまの言うとおり（年1回放送）

#### 終了した自社制作番組

##### ニュース番組
- テレビ静岡ニュースホットライン（1974年4月 - 1978年9月）
- テレビ静岡ニュースレポート（1978年10月 - 1979年6月）
- テレビ静岡ニュースプラザ（1979年7月 - 1984年9月）
- FNNテレビ静岡スーパータイム（1984年10月 - 1997年3月）
- FNNテレビ静岡ザ・ヒューマン（1997年3月 - 1998年3月）
- 特報!しずおか
- FNNテレビ静岡スーパーニュース（1998年3月 - 2015年3月）
- みんなのニュース しずおか（2015年3月 - 2018年4月）
- プライムニュース しずおか（2018年4月 - 2019年3月）

##### 深夜番組
- 情報交差点DO! （岡本夏生のデビュー番組）
- GirlsParty
- うPれ!TikTok
- アイドル観察バラエティ fishbowlのデビューしちゃってもいいですか?
- fishbowlのでかけちゃってもいいですか?
- あざキュン♡妄想デート
- もにゅそで&TAKのお～ん!お～ん!お～ん!

##### 人力舎枠
プロダクション人力舎の芸人を起用した深夜番組で、キメラ（人力舎系列）との共同制作
- トバ子シリーズ（『トバ子のカケラ』→『トバ子のハナイキ』→『トバ子ろんぶす！』→『トバ子のおゆうぎ』）
- 北陽のなりたい! ※2004年DVDリリース
- おぎやはぎnoだっぴんぐ ※2006年DVDリリース
- うっちゃり宣言 ※2007年DVDリリース
- キング・サブ ※2008年DVDリリース
- エレファントJoyToy

##### その他
- パ・リーグオールスター東西対抗（詳しくは野球道 (フジテレビ系列)を参照）※2006年で終了
- 富士登山駅伝（大会自体は現在も続いているが、番組は2006年で終了）
- 浜名湖ボートアワー（東海テレビでも放送、2002年頃終了）
- ワイドインしずおか
- ウィークエンドしずおか
- ヤンヤンプラザ
- わかもの横丁198（開局当時の所在地番「静岡市栗原198番地」から）
- プリンのアタックヤング（司会：横山プリン）
- 歌DEアタックサンデー11
- ばりばりG7
- 土曜音楽会いちばん星みつけた
- おはよう!元気ショー
- 静岡県素人民謡のど自慢
- ハリキリ金曜日・しずおか4時です
- とび出せテレビだ金曜日
- なるほどショッピング
- 生だ静岡キンゴロー（生金）
- パルクラ天国・頑張れS☆パルス
- 静岡旅まる隊・ぽん!
- 3才っ子（静岡放送と交互に制作）
- 熱中!海ジャリ学院
- 土曜マガジンパロパロ ※テレしず通りパロパロの前身
- テレしず通りパロパロ
- まめサタ
- てっぺん静岡→てっぺん!（2013年9月 - 2019年6月）
- からくり侍 セッシャー1
- スクスクパチョンガ ※HOT6GOGOの前身
- HOT6GOGO（1981年 - 2011年3月まで放送していたミニ番組、2023年4月3日から『ただいま!テレビ』内で番組復活）
- くさなぎ署シリーズ（『くさなぎ署の刑事』→『くさなぎ署の刑事特捜班D』）※くさデカの前身
- 個店へGO!
- ♯エスパルスのオシセン!!
- 平畠蹴球団
- 初日の出中継・日本の夜明け（1978年 - 1992年の元日に全国ネットで放送）
- 全国高等学校野球選手権静岡大会（現在は静岡朝日テレビとNHK静岡放送局のみだが、かつては当局と静岡放送でも中継されていた）
- Fの魂（モータースポーツ紹介番組、主に富士スピードウェイでのイベントを紹介していた、MCクレインズ、金曜深夜 - 不定期）
- 3年J組斉藤先生!
- リアル静岡トークバラエティ ぶっこみ
- 漫画ゴルファー矢部
- 地球感動スペシャル
- 笑い飯のモラ王
- 日本平桜マラソン（毎年3月）
  - 2020年以降はコロナ禍の影響で大会自体が中止となり、その後2021年をもって大会が廃止となった[25]。
- 波に乗ろうよ[26]
- 集まれ!町人気者ちょっと話したいことがあるもんで[27]
- バンクを駆けろ[28]

### FNS系列ネット番組

#### 現在放送中のフジテレビ系の番組
太字は同時ネット。
[字幕]は字幕放送（文字多重放送）対応番組
製作局の表記のない番組はフジテレビ製作。
- めざましテレビ全部見せ（[字幕] 月曜 - 金曜 4:55 - 5:25）
- ノンストップ!（[字幕] 月曜 - 金曜 9:50 - 11:24）
  - 飛び降り後は「チョッと!いいタイム」（11:24 - 11:30、広告番組）を放送。
- 旬感LIVE とれたてっ!（[字幕] 月曜 - 木曜 13:50 - 15:45、金曜 13:50 - 14:45、関西テレビ制作）
  - 金曜日のみ14:45で飛び降り。
- Live News イット!（[字幕] 月曜 - 金曜 15:45 - 16:49.15）[注 8]
- MONDAY FOOTBALL みんなのJ（火曜 0:15 - 0:45〈月曜深夜〉）
- おかべろ（[字幕] 火曜 1:00 - 1:30〈月曜深夜〉、関西テレビ制作）
- ゴリパラ見聞録（火曜 1:30 - 2:00〈月曜深夜〉、テレビ西日本制作）
- 今夜はナゾトレ（[字幕] 火曜 19:00 - 20:00）
- カスペ!（[字幕] 火曜 20:00 - 20:54））
- 何か“オモシロいコト”ないの?（水曜 0:15 - 0:45〈火曜深夜〉）
- タイムレスマン（水曜 0:45 - 1:15〈火曜深夜〉）
- チャンハウス（[字幕] 木曜 0:15 - 1:05〈水曜深夜〉）
- いたジャン!（木曜 1:05 - 1:35〈水曜深夜〉）
- ネタパレ（[字幕] 金曜 0:15 - 1:05〈木曜深夜〉）
- 突然ですが占ってもいいですか?（金曜 1:20 - 1:50〈木曜深夜〉｝※4月18日から再開
- 坂上どうぶつ王国（[字幕] 金曜 19:00 - 20:00）
- 千原ジュニアの座王（土曜 0:45 - 1:15〈金曜深夜〉関西テレビ制作）
- ぐっさん家〜THE GOODSUN HOUSE〜（土曜 1:45 - 2:15〈金曜深夜〉、東海テレビ制作）
- 真夜中市場＋～ハイヒールの本音でイイすぎます～（土曜 2:45 - 3:45〈金曜深夜〉、関西テレビ 制作テレビショッピング）
- 土曜RISE!（[字幕] 土曜 5:25 - 6:00）
- 以下2番組は土曜 10:25 - 10:40[注 9]に放送。
  - ヤバいサウナ旅（関西テレビ制作）
  - わたしの通学ロード（関西テレビ制作）
  - 兵動大樹の今昔さんぽ（関西テレビ制作、newsランナー内で放送された内容を再編集したもの）
- 西村キャンプ場（土曜 11:10 - 11:40、テレビ新広島制作）
- 相葉◎×部（[字幕] 土曜 16:30 - 17:00）
- MUSIC FAIR（[字幕] 土曜 18:00 - 18:30）
- うまレポ!（日曜 1:15 - 1:45〈土曜深夜〉）
- 釣りごろつられごろ（日曜 5:40 - 5:55、テレビ新広島制作）
- 物語の始まりへ（日曜 8:25 - 8:30、石川テレビ制作）
- ゲゲゲの鬼太郎 私の愛した歴代ゲゲゲ（フジテレビ、読売広告社、東映アニメーション共同制作、[字幕] 日曜 9:00 - 9:30）
- TO BE HERO X（[字幕] 日曜 9:30 - 10:00）
- かのサンド（[字幕] 日曜 10:00 - 11:15）
- みんなのKEIBA（日曜 15:00 - 16:00）
- ジャンクSPORTS（[字幕] 月曜 1:00 - 1:30〈日曜深夜〉）
- なりゆき街道旅（土曜午後に不定期放送）
- 金バク!（日曜深夜に不定期放送、岡山放送制作）

##### 再放送番組
長年、平日午後帯に行ってきた再放送枠は2025年3月で廃止された。

#### 途中で打ち切られたフジテレビ系の番組
- FNS地球特捜隊ダイバスター
- オールナイトフジ（『情報交差点DO!』スタートに伴い、金曜深夜の映画枠を土曜深夜へ移動させるため）
- ぐっさん家〜THE GOODSUN HOUSE〜（東海テレビ制作）※後に再開
- いいすぽ!
- もしもツアーズ

ほか多数

#### 開局時に静岡放送からネット移行したフジテレビ系の番組
- ズバリ!当てましょう（当社開局後も1972年2月までの第一部は静岡放送で放送、1975年10月からの第二部のみ当社で放送）
- クイズの王様（1972年3月までは静岡放送で放送）
- スター千一夜
- ライオン奥様劇場

ほか多数

### 他系列番組

#### 現在

##### テレビ東京系列
製作局の表記のない番組はテレビ東京製作。
- 晩酌の流儀3（土曜 1:15 - 1:45〈金曜深夜〉）※第1シーズン（第1期）は県内未放送。
- タクシー運転手さん一番うまい店に連れてって!（土曜 12:00 - 12:55）
- デカ盛りハンター（第1・第2 土曜 17:00 - 17:30ほか）
- YOUは何しに日本へ?（日曜 12:00 - 13:30）
- ソレダメ!〜あなたの常識は非常識!?〜（不定期放送）[29]
- 有吉の世界同時中継 〜今、そっちってどうなってますか?〜（主に土曜午後に不定期放送）
- モヤモヤさまぁ〜ず2（不定期放送）
- 飯尾和樹のずん喫茶（主に土曜午後に不定期放送、BSテレ東制作）[30]
- 日曜ビッグバラエティ（日曜 13:30〜）
- THEカラオケ★バトル（不定期放送）[31]
- 緊急SOS!池の水ぜんぶ抜く大作戦（不定期放送）
- * 日経スペシャル ガイアの夜明け（不定期放送）[32]

#### その他番組
以下の番組は放送時間は決まっておらず穴埋め番組として不定期に放送される。
- ぶらりニッポン!全力グルメ旅
- 西川きよしのコツコツ大冒険!（BSよしもと制作）

#### 過去

##### 静岡けんみんテレビ（現：静岡朝日テレビ）開局まで放送されていたテレビ朝日系列の番組
- 特別機動捜査隊（静岡放送から移行） → 特捜最前線
- クイズ・イエス・ノー（毎日放送制作、腸捻転解消前）→パネルクイズ アタック25（朝日放送制作、1975年4月 - 1978年3月放送）
- 土曜ワイド劇場（火曜夜の遅れネットのため、タイトル内の「土曜」は「火曜」に差し替えていた） ほか
- ジャンボーグA（毎日放送制作、腸捻転解消前）
- 仮面ライダーシリーズ（毎日放送制作、腸捻転解消前）
  - 仮面ライダー → 仮面ライダーV3 → 仮面ライダーX（仮面ライダーアマゾンは、本放送終了後にTBS系時代の作品のネット局である静岡放送で放送。テレビ朝日制作(平成以降)は静岡朝日テレビで放送）
- 狼・無頼控（毎日放送制作、腸捻転解消前）
- 幡随院長兵衛お待ちなせえ（毎日放送制作、腸捻転解消前）
- もってのほか（姉妹菊の章）（毎日放送制作、腸捻転解消前）
- モーレツ!!しごき教室（毎日放送制作、腸捻転解消前）
- 変身忍者 嵐→ジャングル黒べえ→エースをねらえ!(2004年のテレビドラマは静岡朝日テレビで放送)→昆虫物語 新みなしごハッチ（毎日放送制作、腸捻転解消前）
- テレビスター劇場（毎日放送制作、腸捻転解消前）
- TOKYO DETECTIVE 二人の事件簿（朝日放送制作）
- 新・二人の事件簿 暁に駆ける!（朝日放送制作）
- プロポーズ大作戦（朝日放送制作）
- 藤山寛美3600秒（朝日放送制作）
- ピコリーノの冒険（朝日放送制作）
- 女王陛下のプティアンジェ（朝日放送制作）
- ブンブンバンバン（名古屋テレビ制作）
- 星の王子さま プチ・プランス（朝日放送制作）

##### 静岡第一テレビ開局まで放送されていた日本テレビ系列の番組
※は静岡けんみんテレビ（現・静岡朝日テレビ）開局まで
- 11PM（1972年4月 - 1976年3月）
- テレビ三面記事 ウィークエンダー
- お笑いマンガ道場（中京テレビ制作、静岡放送からネット移行、一時期のみ）※
- 金曜10時!うわさのチャンネル!!（1974年4月 - 1976年2月）（遅れネットのため、タイトルから「金曜10時!」は外していた）
- 巨人の星（読売テレビ制作、1976年頃放送）
- 全日本プロレス中継※
- ルパン三世 (TV第2シリーズ)（SKT開局後も引き続き放送）
- ドラえもん (1973年のテレビアニメ)（現行のテレビアニメは静岡朝日テレビで放送）
- 水滸伝
- いろはの"い"（日本テレビでの放送終了後の1977年4月から放送）
- サンダーマスク
- 時間だヨ!アイドル登場
- 心のともしび

##### 過去テレビ静岡で放送されていたテレビ東京系列の番組
- なつかしの歌声（日曜 0:05 - 0:35〈土曜深夜〉）
- 日米対抗ローラーゲーム
- 三波伸介の凸凹大学校
- ヤンヤン歌うスタジオ
- 戦え!トリプルファイター（TBS放送分と内容は同じでタイトル違い）
- クイズところ変われば!? → 静岡朝日テレビにネット移行
- 出没!アド街ック天国 → 静岡朝日テレビにネット移行 → 一時打ち切り→ 現在は静岡放送で放送
- 音遊人（ミニ番組時のみ）
- タミヤRCカーグランプリ
- 新みつばちマーヤの冒険（テレビ大阪制作）
- サイコアーマー ゴーバリアン
- 爆走兄弟レッツ&ゴー!!シリーズ
- 超光戦士シャンゼリオン
- 超発明BOYカニパン（『発明BOYカニパン』は県内未放送）
- 魔法のプリンセス ミンキーモモ（1作目）
- キャプテン翼（1983年版を木曜19:00枠で放送、この関係で『北斗の拳』が土曜 17:30 - 18:00の遅れネットとなった。フジテレビ版も放送）
- 伝説巨神イデオン（本放送。劇場版公開時のリピートは静岡朝日テレビで放送）
- 新世紀エヴァンゲリオン
- 戦国魔神ゴーショーグン
- デ・ジ・キャラットにょ（テレビ大阪制作、途中打ち切り、『令和のデ・ジ・キャラット』は県内未放送）
- 東京ミュウミュウ（テレビ愛知制作、『にゅ～♡』は県内未放送）
- 愛天使伝説ウェディングピーチ
- 赤ずきんチャチャ（第5話で打ち切り）
- こどものおもちゃ
- ナースエンジェルりりかSOS
- アイシールド21
- 魔弾戦記リュウケンドー（テレビ愛知制作）
- BLUE DRAGON（第1シリーズのみ放送）
- 週刊真木よう子
- 石橋勝のボランティア21（テレビ大阪制作）
- トミカヒーローシリーズ（テレビ愛知制作）
  - トミカヒーロー レスキューフォース→トミカヒーロー レスキューファイアー
- トランスフォーマー アニメイテッド（テレビ愛知制作）
- のりスタ!シリーズ（途中ネット打ち切り）
- BLEACH（途中ネット打ち切り）
- BLEACH 千年血戦篇
- イナズマイレブン（『イナズマイレブンGO』シリーズは県内未放送）
- イナズマイレブン アレスの天秤
- イナズマイレブン オリオンの刻印（途中ネット打ち切り）
- ダンボール戦機Ｗ→ダンボール戦機ウォーズ
- 妖怪ウォッチ（途中打ち切り、『シャドウサイド』以降は県内未放送）
- たまごっち!シリーズ
  - たまごっち! ゆめキラドリーム（第170話から放送）→たまごっち! みらくるフレンズ→GO-GO たまごっち!→たまごっち! たまともだいしゅーGO
- ここたまシリーズ
  - かみさまみならい ヒミツのここたま→キラキラハッピー★ ひらけ!ここたま
- ポチっと発明 ピカちんキット（第61話から放送）
- カードファイト!! ヴァンガードシリーズ（『G』シリーズまで、2018年版以降は静岡朝日テレビで放送）
- フューチャーカード バディファイトシリーズ（『神バディファイト』は途中打ち切り、テレビ愛知制作）
- BEM
- SPY×FAMILY（第1期・第2期）
- アイカツプラネット![注 10]
- ガールズ×戦士シリーズ（『アイドル×戦士 ミラクルちゅーんず!』および『魔法×戦士 マジマジョピュアーズ!』は県内未放送）
  - ひみつ×戦士 ファントミラージュ!→ポリス×戦士 ラブパトリーナ!→ビッ友×戦士 キラメキパワーズ!
- 黄金の定食
- 晩酌の流儀
- 男子ごはん（静岡朝日テレビから移行するも途中打ち切り、後に静岡第一テレビで放送もそちらでも打ち切り）
- たべコレ（途中打ち切り）
- 海外行くならこーでね〜と!（途中打ち切り）
- 厳選!いい宿ナビ（途中打ち切り）
- 超かわいい映像連発!どうぶつピース!!
- 突撃!しあわせ買取隊
- メタルファイト ベイブレードシリーズ
- クロスファイト ビーダマンeS（途中ネット打ち切り）
- 世界ビックリアワー
- プレイガール（静岡放送から移行）
- ミラーファイト
- ザ・スーパーガール
- ピンク・レディー物語 栄光の天使たち
- まんが水戸黄門
- テレビあッとランダム→徳光のTVコロンブス
- 釣り・ロマンを求めて（静岡放送へ移行）
- パソコンサンデー（テレビ大阪制作）
- びーびーテレビ大混戦
- ジャポップストップ10
- 女子プロレス中継 世界選手権シリーズ
- Rock'n Road

##### 過去テレビ静岡で放送されていた独立局の番組
- らき☆すた
- 銀河機攻隊 マジェスティックプリンス

## アナウンサー

### 男性
- 1998年 蓮見直樹
- 2004年 永井俊樹
- 2016年 松下翔太郎
- 2024年 光田有志

### 女性
- 2011年 北村花絵
- 2015年 本谷育美
- 2016年 室伏真璃
- 2017年 大森万梨乃
- 2018年 小倉彩瑛
- 2023年 熊崎結萌（テレビユー福島から移籍）[33]、弦間彩華（IBC岩手放送から移籍）

### 過去に在籍したアナウンサー
●は故人。

#### 男性
- 1974年
  - 鈴井慎一●（後に報道部、1996年退社、2002年没）
  - 繩田広[34]
- 1977年
  - 渡辺雅彦（ - 2019年）
- 1991年
  - 小澤一彦（鹿児島テレビ放送から移籍）
  - 舘石昌宏（後に報道部）
- 1992年
  - 鈴木敏弘（ - 2020年、ラジオ福島から移籍。退職後も同局の番組を担当）
  - 田中雄介（ - 1996年、フリーになった後に「田中雄望」（たかな ゆうぼう）の芸名を使用していたこともある）
- 2007年
  - 矢羽々恵匡（青森放送より移籍、現・広報部）
- 2012年
  - 小松建太（ - 2025年）
- 伊藤伸也
- 内田検二
- 大庭荘介（現・フリーアナウンサー）
- 野崎一裕（ - 1990年、岩手めんこいテレビ移籍後、同局関連会社役員も務めた）
- 橋爪達也（現・WOWOWプロデューサー）

#### 女性
- 1979年
  - 土屋佳子
- 1982年
  - 花形一実（ - 1985年）
- 1984年
  - 橋谷能理子（ - 1985年、『ニュースステーション』アシスタント、リポーターを経て三桂所属）
- 1985年
  - 春日美奈子（ - 1989年、群馬テレビから移籍、その後、テレビ東京契約を経て現在はフリージャーナリスト）
- 1987年
  - 石川小百合（ - 1989年。その後フリーとなり、太田プロダクションに所属。現QVCナビゲーター）
  - 小永井清美（ - 1995年秋）
- 1990年
  - 宗野留巳（ - 1992年）
  - 早川敦子（ - 1993年9月）
- 1991年
  - 竹内由布子（ - 1994年）
- 1992年
  - 榊原知子（ - 1995年）
  - 三田佐代子（ - 1996年、古舘プロジェクト所属）
- 1993年
  - 安達里佐
- 1994年
  - 内山久美子（ - 1998年春）
- 1995年
  - 菰田玲子（ - 2013年6月、異動後も2019年7月から2023年3月まで「ただいま!テレビ」のMCとして出演）
  - 戸塚貴久子（ - 2000年、セント・フォースを経て圭三プロダクション所属）
- 1996年
  - 伊藤由美子（ - 1999年）
- 1998年
  - 内田順子（ - 2004年、後エンコーポレーション所属）
- 2000年
  - 小林美幸（ - 2006年春）
- 2001年
  - 橋口文恵（ - 2007年）
- 2003年
  - 近藤英恵（ - 2010年、ショップチャンネル）
- 2006年
  - 平野有海（4月入社 ‐ 2014年3月、ウェザーマップ所属、NHK気象キャスター）
- 2007年
  - 木村英里（ - 2012年、WOWOWアナウンサー）
- 2011年
  - 出射由佳（4月入社 - 2012年9月、仙台放送→圭三プロダクションを経て。同局社員との結婚にともない退社）
- 2012年
  - 伊藤弘美（ - 2016年5月、セント・フォース所属）
- 2013年
  - 北清杏奈（ - 2016年3月、NHK甲府放送局契約キャスターから移籍。株式会社舎鐘 長谷川玲子アナウンス事務所所属）
- 2014年
  - 吉澤美菜（ - 2016年12月、NHK鳥取放送局から移籍）
- 2015年
  - 林愛実（ - 2017年3月、NHK山形放送局、テレビ愛媛から移籍。エス・オー・プロモーション所属）
- 2016年
  - 田中美紗貴（ - 2019年3月、新潟放送から移籍）
- 2018年
  - 高里絵理奈（ - 2022年12月、ジョイスタッフ所属）[35]
- 河野多紀（退職後フリーになる。主にNHKの番組ナレーター・情報番組キャスターなどで活躍中）
- 長田暁子
- 福島理江（ - 1993年3月）
- 福田晃子
- 三浦由美子
- 守田みえ
- 横山玉江（後の牧野玉江。夫は同局の元報道記者で参議院議員の牧野京夫）

## 情報カメラ設置ポイント
- 伊東
- 御殿場(御殿場市役所屋上)
- 沼津（香貫山）
- 由比
- 清水（エスパルスドリームプラザ撮影可能）
- 本社屋上
- 静岡駅北口（ホテルアソシア静岡屋上）
- 浜松

## おはなしキャンペーン
スポットID（スポンサーが少ない時間帯などに放送される局名告知を兼ねたCM）として1978年（昭和53年）に開始。昭和50年代にかけて放送された。

### ごてんばあさんの歌
1978年（昭和53年）、当社が開局10周年を記念して制定されたイメージソング。スポットIDでこの曲が流れ、翌1979年（昭和54年）にはRVCよりレコードが発売された。作詞は当時電通社員だった作家の伊集院静（伊達歩というペンネームを使っていた）、作曲は小森昭宏、歌は藤本房子。
静岡県の市郡名を歌にしており、1番は静岡市より東側、2番は西側の地名が入っている。テレビ放送時点では湖西市が飛ばされていたが、レコード化の際にシャウト風に挿入されている。その他歌詞の最後にある「テレビ静岡 おはなししましょう」が「これが静岡 おはなししましょう」に変更されている。
2015年（平成27年）には平成の大合併による改訂版が発表され、『てっぺん静岡』などで放送された。歌は井上あずみ&ゆーゆ母娘で、出演キャラクターがテレシーズファミリーにに変更されている。基本的に映像はそのまま使用されているが、ロゴの変更によりラスト部分が「おはなししましょう テレビ静岡（旧ロゴ）」から「テレしず（現行ロゴの拡大）」へと差し替えられている。
その他にも合唱バージョンが制作されており、2009年（平成21年）2月4日に同局が発売した「しずおかCD」に収録されている。

### タンママシーン
1979年（昭和54年）に制作された。ごてんばあさんの事実上の続編で、前回と同じく作詞は伊達歩、作曲は小森昭宏、歌は藤本房子という布陣だった。こちらは静岡県の歴史に関する事柄を歌詞に取り込んでいる。スポットIDではごてんばあさんが引き続き登場している。

### トゥモロー
1981年（昭和56年）に制作された。作詞は康珍化、作曲は和泉常寛、歌はビックバン。

### ウエルカム静岡
1982年（昭和57年）に制作された。作詞は柴法子、作曲は井上大輔、歌は19BOX。

### しず姫参上!!
1984年（昭和59年）に制作された。スポットIDとしては唯一実写映像を使用。ピンクのレオタードを身にまとった相楽晴子を中心に地元の人々がダンスを展開する。CMソングの作詞はSHOW、作曲は服部清、歌は元フォーリーブスの長田栄二。

## 視聴率
静岡地区において年間視聴率で2002年（平成14年）から2011年（平成23年）までは10年連続で、三冠王を獲得していた。2012年（平成24年）・2013年（平成25年）は全日帯の1位を獲得した。 2013年（平成25年）G帯・P帯は静岡朝日テレビが1位を獲得。
2014年（平成26年）から2021年（令和3年）は、静岡第一テレビが三冠を獲得した。なお2020年（令和2年）には、月間視聴率で4月から12月の間に全日・G帯・P帯のいずれかで9回も首位に立った。

## 社屋

### 本社

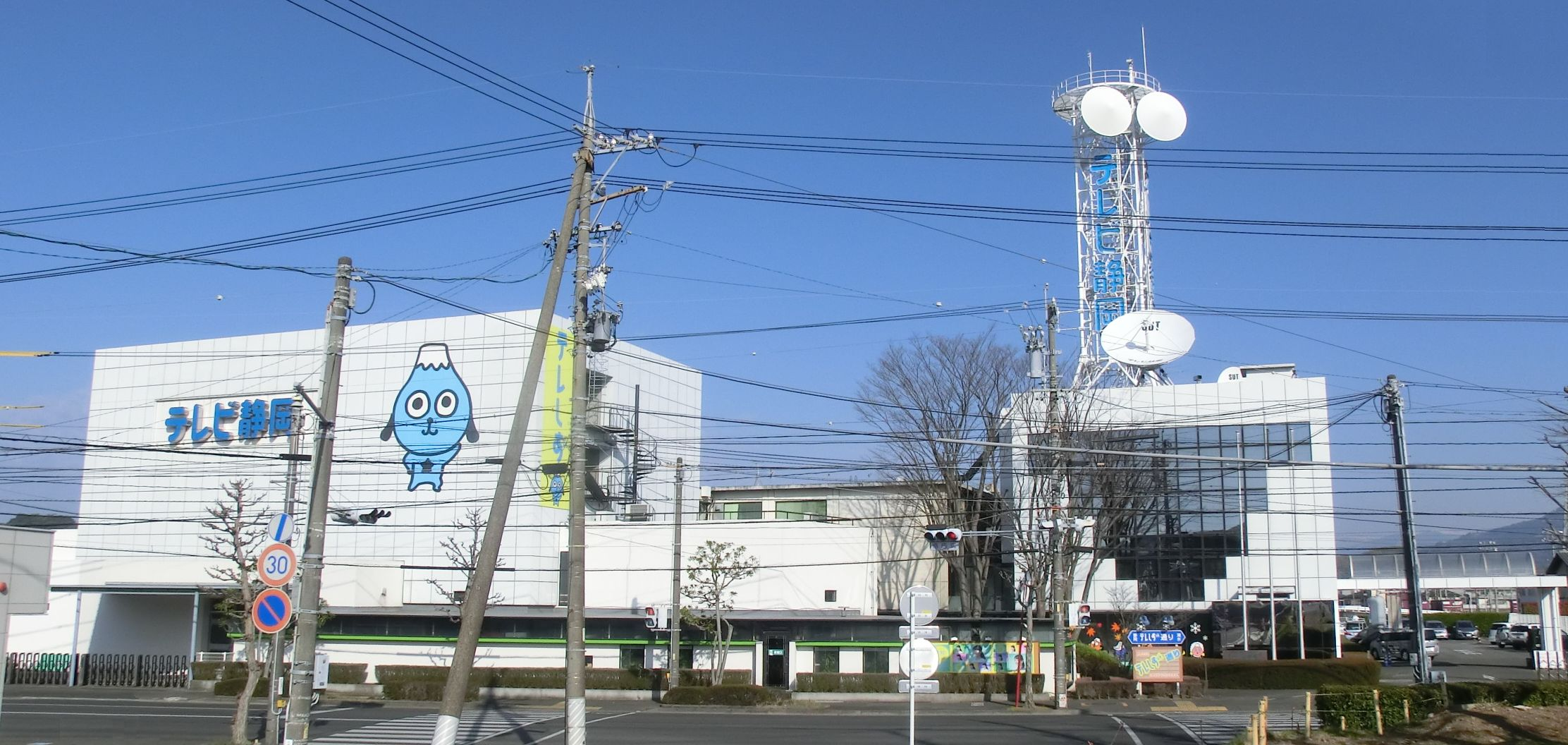
2017年10月1日まで使用していた旧社屋

本社は開局当時から現在地であるが、社屋は2度の増築を経ている。南幹線（静岡県道407号静岡草薙清水線）沿いに建つスタジオ（100坪）は、1973年（昭和48年）の最初の増築で生まれたものである。開局当初、敷地奥に現存する「事務棟」（2019年（令和元年）12月時点も一部現存）内に小規模な「簡易スタジオ」（18坪）のみであったが、自社制作番組の拡充と制作力強化の必要性、さらには音響面の問題などから、本格的な制作スタジオ新設要望が出され、それに応える形で現存する「スタジオ」が新設された。次の増築は1984年（昭和59年）12月、敷地奥の事務棟に隣接する場所に「新館」が建設された。主調整室（1985年（昭和60年）2月より稼働）や事務スペースの一部がここに移されたほか、それまでなかった「報道専用スタジオ」が新設された（報道スタジオの副調整室は本館の旧フィルム現像所跡地に新設。報道スタジオと副調整室も1985年（昭和60年）2月より稼働）。また屋上には電波送受信用の新たな鉄塔が大型化され設置された（のちにお天気カメラも設置された）。
2017年（平成29年）、本社敷地西側の元駐車場だった場所に新社屋が竣工し（工事は2015年（平成27年）7月着工）同年10月2日から新社屋での業務を開始（主調整室は同年10月16日の放送開始より稼働）した。新社屋の本格稼働後、従来の社屋は一部を除き解体し、跡地は駐車場およびイベント広場などとして使用する。
新社屋については、産経新聞WEB版での同社社長（当時）、小林豊へのインタビュー記事（2014年（平成26年）10月10日付）によると、「南海トラフ巨大地震が来ても、放送を途切れさせないこと」なども念頭に置いているという。

### 浜松本社
1973年（昭和48年）7月、「浜松本社」を設け、建物内に「浜松スタジオ」も併設した（ただし機材は常設ではなく、使用時には中継車の機材をスタジオに繋げる「中継車ドライブ」方式であった）。ここからは当時放送していた自社制作のワイド番組「ワイドインしずおか」が、木曜日のみ放送されていた。しかし「浜松本社」は組織再編などで後に廃止し、現在は場所を変え「浜松支社」として営業活動や県西部の報道取材拠点となっている。なお、「浜松本社」のあった場所は現在、静岡エフエム放送（K-mix）の本社・スタジオとなっている。
コールサイン
アナログ放送は浜松放送局に静岡放送局と別のコールサイン（JORH-TV）が付与されており、県西部向けに一部のCMを差し替えて放送していた。
放送・CMの地域別差し替え
民放テレビエリア内での一部地域におけるCM差し替えを行っているのは全国的に見てもテレビ静岡、静岡放送と札幌テレビ放送（STV） の3局のみである。

## 海外の提携放送局
- 韓国 大田文化放送
- 中国 南京電視台

## 主な受賞歴
『テレビ静岡55周年「イーちゃんの白い杖」特別編』が2023年日本民間放送連盟賞テレビ・グランプリ、テレビエンターティンメント番組最優秀賞を『イーちゃんの白い杖 25年継続取材と全国発信プロジェクト』で同賞特別表彰部門放送と公共性最優秀賞をそれぞれ受賞した。同賞を複数受賞することもグランプリ、最優秀賞で受賞することも開局以来初めてだった。又、放送批評懇談会による『第61回ギャラクシー賞』テレビ部門入賞作品に選定された。さらにNYフェスティバル2024金賞、2024年度日本記者クラブ賞特別賞、米・USインターナショナルアワード2024で銀賞を受賞した。
『58年後 その先にー袴田事件と再審法ー』が第62回（2024年）ギャラクシー賞上期テレビ部門奨励賞と2024年7月月間賞（当局初）を受賞した。
『ヨコズナイワシ - 駿河湾 最深部の王者 3つの謎 -』（2022年（令和4年）1月16日放送、出演：田中直樹、鈴木香里武）が優れた科学番組に贈られる2022年度 科学放送高柳賞・優秀賞を受賞した。
過去には、1981年（昭和56年）に『14歳の小径』で優れた教育番組に贈られる第13回日本賞の阿部賞、1992年（平成4年）に『知られざる明治 もう一人のクラーク先生』で第1回FNSドキュメンタリー大賞、1995年（平成7年）に『語り続ける私の手～手話通訳者の頸肩腕障害～』で第4回FNSドキュメンタリー大賞の準大賞、1998年（平成10年）に『イーちゃんの白い杖～100年目の盲学校～』で第8回FNSドキュメンタリー大賞の特別賞、2002年（平成14年）に『こちら用務員室～教育現場の忘れ物～』で第10回FNSドキュメンタリー大賞を、2016年（平成28年）『死刑囚と姉ー袴田事件50年ー』で第12回日本放送文化大賞関東・甲信越・静岡地区最優秀賞（テレビ・グランプリ候補番組）、2021年（令和3年）に”『爆笑問題の深海WANTED』駿河湾 - 水深2500m - 深海定点撮影カメラの開発”で第29回FNSテクニカルフェア「あんたが大賞」で金賞などをそれぞれ受賞した実績がある。

## 雑記
- 当局をはじめとするクロスネット2局含めたFNN / FNS系列28社はACジャパン（旧・公共広告機構）の正会員企業の一つであり、不祥事が発生した場合などに同団体のCMが放映される[58][59]。
- 本社前の道路（静岡県道407号静岡草薙清水線 通称：南幹線、またはカネボウ通り） を「テレしず通り」と呼ぶこともある（本社社屋の前には「まことに勝手ながら、テレしず通りと呼ばせていただきます。」という看板が立てられている）。この呼称はテレビ静岡の他、K-mixや中日ショッパー（静岡県の都市部で配布されるフリーペーパー・中日新聞系）でも使用しているが、それ以外で使用されることはほとんどなく、南幹線・カネボウ通りという呼称が一般的である。
- 1980年（昭和55年）に起きた静岡駅前地下街爆発事故では、テレビ静岡と静岡第一テレビ（SDT）の記者・カメラマンが、一次爆発の数十分後に起きた大規模な二次爆発に巻き込まれた[注 18]。テレビ静岡、静岡第一テレビの記者・カメラマンともに重傷（一部は重体）となった（その後全員治癒し職場復帰）。この事故で「爆心」となってしまった雑居ビル（第一ビル）には当時、テレビ静岡の営業部静岡支社が入居しており、在静マスコミでは一番大きな被害を受けた社でもある。なお、このビルの斜め向かいに静岡第一テレビも営業支社を構えており、取材陣が被害を受けた2社が偶然ながら営業拠点の被害も受けたことになる。
- 1985年（昭和60年）2月から使用が開始された報道スタジオは、報道専用としながらも、省力化などを目的として報道以外の番組にも使用されており、1986年（昭和61年）4月、土曜深夜と編成枠を交換[注 19] して新たに立ち上げた情報生番組『情報交差点DO!』（岡本夏生がローカルタレントから全国デビューのきっかけを作った番組）でもこのスタジオが使用された。
- かつては静岡市葵区伝馬町に「メディアシティ静岡」ビルを所有し、ビル内に「百人劇場」と称するホールを構えていた。ここには副調整室（サブコン）設備と放送用機材も備えられており、公開番組の収録や生放送に適宜使用されていたが、テレビ静岡本体の財務事情に絡み、ビル自体をメガネトップに売却したため、ビル名称は「トップセンタービル」へ変更され、同社の本社ビルとして使われている。「百人劇場」もテレビ静岡の手を離れ、「静岡インザライフ」と改称して引き続きイベントホールとして使用されている。
- 開局当時の浜松中継局は浜松市富塚町にあったが、自衛隊浜松基地に近く、航空法の関係から、1978年（昭和53年）9月に大平台に移転した[60]。
- 1998年（平成10年）頃、放送終了時に流れる「BANDでEND」と言うクロージング映像があった。一般公募で採用された静岡県下で活動するアマチュアロックバンドが演奏している様子を撮影した物で終盤で中継局のチャンネルが横ロールで流れた後、当時の局キャラクターであった「おはなし坊や」が横から出てきて手書き調のテロップ「おやすみなさい」と表示されて放送終了すると言う物だった。ちなみに出演したバンドのグランプリを決める特別番組も年末深夜に放送された。
- 在静民放で唯一中央競馬に賞杯を提供している（東京競馬場で行われるテレビ静岡賞）。詳しくは中央競馬の冠競走一覧を参照。